# Компот (напитак)
Компот је безалкохолни слатки напитак који се може послужити врућ или хладан у зависности од традиције и годишњег доба. Добија се кувањем воћа као што су јагоде, брескве, јабуке или вишње у великој количини воде, често заједно са шећером или другим заслађивачима. Понекада се у њега ставља  ванилин шећер или цимет, посебно зими када се компот послужује врућ. Популаран је у земљама источне и средње Европе, као и у Скандинавији.
Компот је део кулинарских култура многих земаља централне, источне, југоисточне и северне Европе као што су: Албанија, Јерменија, Азербејџан, Белорусија, Чешка, Украјина, Русија, Пољска, Бугарска, Босна и Херцеговина, Литванија, Летонија, Финска, Естонија, Мађарска, Словенија, Хрватска, Северна Македонија, Србија, Црна Гора, Словачка, Молдавија, Турска, Аустрија и Румунија, а користи се и у кухињама Ирана, Таџикистана и Казахстана.
Компот је био широко коришћен начин очувања воћа за зимску сезону у земљама централне и источне Европе. У књизи рецепата из 1885. године написано је да компот толико добро чува воће да се оно чини свежим. Постоје десетине различитих рецепата за прављење компота који се могу наћи у књизи Кухиња Пољске.
Прављење и потрошња компота опала је од осамдесетих година. Након што је престало конзервирање хране у многим земљама централне и источне Европе, компот је замењен воћним соком, безалкохолним пићима и минералном водом.